# Misa

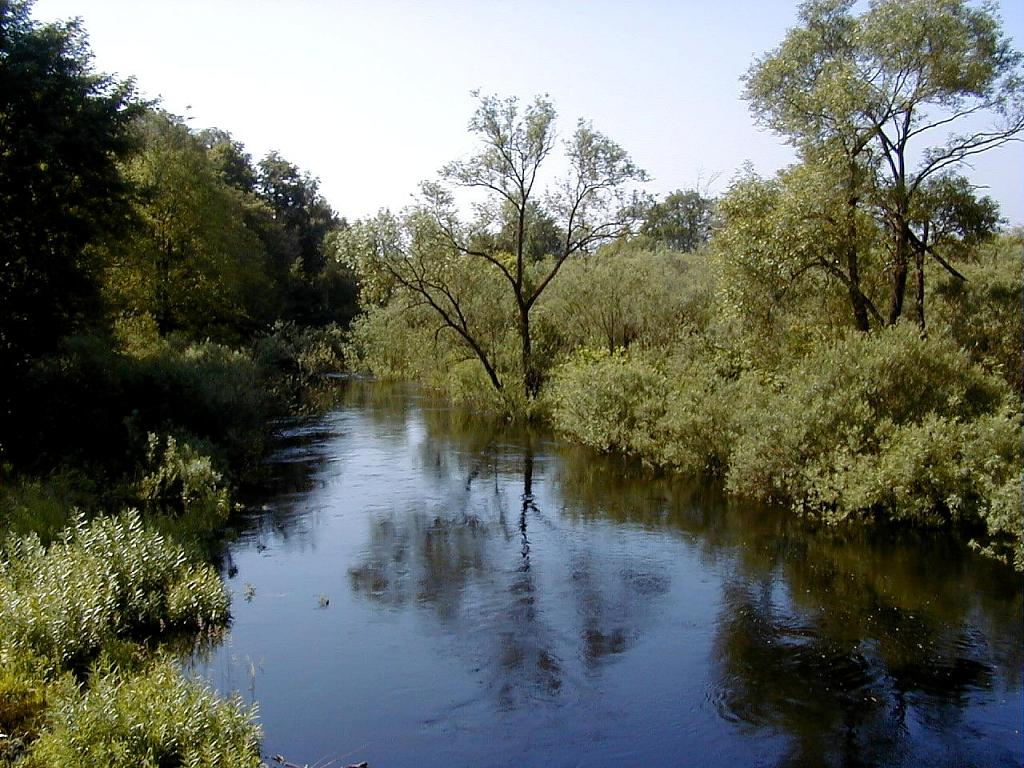
Misa vid Pēternieki.

Misa (tyska: Misse) är en 108 km lång flod i Semgallen i Lettland. 
Mellan floden Zvirgzde till orten Plakanciems finns flera sommarstugeområden på den skogklädda stranden av Misa. Nedanför Plakanciems fram till Misas utmynning i Iecava floden nära orten Ozolnieki, är flodstränderna tätt befolkade. De största orterna vid floden är Stelpe, Beibeži, Dzērumi, Plakanciems, Pēternieki, Dalbe och Ozolnieki.